# Robert Werdann
Robert "Rob" Werdann (Sunnyside, Nueva York, 12 de septiembre de 1970) es un exjugador y actual entrenador de baloncesto estadounidense que disputó tres temporadas en la NBA, además de jugar en la CBA y otras ligas menores de su país. Con 2,11 metros de estatura, jugaba en la posición de pívot. Actualmente es entrenador asistente de los Charlotte Bobcats.

## Trayectoria deportiva

### Universidad
Tras disputar en 1988 el prestigioso McDonald's All-American Game, jugó durante cuatro temporadas con los Red Storm de la Universidad St. John's, en las que promedió 9,7 puntos, 7,0 rebotes y 1,8 tapones por partido. Figura como máximo taponador de la historia de su universidad, con 181, a pesar de que en su último año apenas pudo disputar 12 partidos debido a una lesión. En su temporada freshman ayudó a conseguir la victoria en el National Invitation Tournament.

### Profesional
Fue elegido en la cuadragésimo sexta posición del Draft de la NBA de 1992 por Denver Nuggets, donde en su única temporada fue uno de los jugadores menos utilizados por Dan Issel, su entrenador, participando en 28 partidos en los que promedió 1,9 puntos y 1,9 rebotes.
Antes del comienzo de la temporada 1993-94 es despedido, jugando en la CBA y la USBL hasta que en 1995 ficha como agente libre por los New Jersey Nets, donde juega 13 partidos en los que promedia 3,0 puntos y 1,8 rebotes, antes de ser despedido en le mes de enero.
Regresa entonces a las ligas menores hasta 1996-97, cuando vuelve a ser contratado temporalmente por los Nets. En temporadas posteriores intentaría sin éxito hacerse un hueco en las plantillas de Chicago Bulls, Vancouver Grizzlies y Cleveland Cavaliers, acabando su careera en las ligas menores.

### Entrenador
Tras retirarse, comenzó su carrera como entrenador ejerciendo de asistente de los Yakima Sun Kings de la CBA en 2000, permaneciendo una temporada, para pasar a desempeñar posteriormente el mismo puesto en los Columbus Riverdragons de la NBA D-League entre 2001 y 2004. En 2004 fue contratado como ojeador por los New Orleans Hornets, club en el que pasó 6 temporadas, la última de ellas como entrenador asistente.
En 2010 fue contratado como asistente de los Golden State Warriors, y al año siguiente por los Charlotte Bobcats, equipo al que pertenece en la actualidad.

## Estadísticas de su carrera en la NBA

### Temporada regular
| Temporada | Edad | Equipo          | Liga | P  | TIT | MIN | TC  | TCA | %TC  | 3P  | 3PA | %3P  | TL  | TLA | %TL   | R.OF. | R.DEF. | REB | ASIS | ROB | TAP | PER | FP  | PTS |
| 1992-93   | 22   | Denver Nuggets  | NBA  | 28 | 0   | 5.3 | 0.6 | 2.1 | .305 | 0.0 | 0.0 | .000 | 0.6 | 1.1 | .548  | 0.8   | 1.0    | 1.9 | 0.3  | 0.2 | 0.1 | 0.4 | 1.4 | 1.9 |
| 1995-96   | 25   | New Jersey Nets | NBA  | 13 | 0   | 7.2 | 1.2 | 2.5 | .500 | 0.0 | 0.0 |      | 0.5 | 1.0 | .538  | 0.4   | 1.4    | 1.8 | 0.2  | 0.4 | 0.2 | 0.5 | 1.3 | 3.0 |
| 1996-97   | 26   | New Jersey Nets | NBA  | 6  | 0   | 5.2 | 0.5 | 1.2 | .429 | 0.0 | 0.0 |      | 0.5 | 0.5 | 1.000 | 0.5   | 0.5    | 1.0 | 0.0  | 0.3 | 0.2 | 0.3 | 1.7 | 1.5 |
| Total     |      |                 | NBA  | 47 | 0   | 5.8 | 0.8 | 2.1 | .378 | 0.0 | 0.0 | .000 | 0.6 | 1.0 | .574  | 0.7   | 1.1    | 1.7 | 0.2  | 0.3 | 0.2 | 0.4 | 1.4 | 2.1 |